# 81. ceremonia wręczenia Oscarów
81. ceremonia wręczenia Oscarów odbyła się w niedzielę 22 lutego 2009 w Kodak Theatre w Hollywood. Transmisję dla obszaru Stanów Zjednoczonych przeprowadziła telewizja ABC. Nominacje zostały ogłoszone 22 stycznia 2009 w Samuel Goldwyn Theater o godzinie 5:38 czasu Pacyfiku (czyli o godzinie 14:38 czasu polskiego). Nominacje zaprezentowali: aktor Forest Whitaker i prezydent Akademii Sid Ganis.
W tym roku o nagrodę ubiegało się aż 281 filmów.
11 grudnia ogłoszono, iż komik Jerry Lewis zostanie uhonorowany nagrodą humanitarną imienia Jeana Hersholta.
12 grudnia ogłoszono, iż aktor Hugh Jackman został wybrany na prowadzącego galę.
Najwięcej nominacji – aż 13 – otrzymał film Ciekawy przypadek Benjamina Buttona w reżyserii Davida Finchera. Niewiele mniej – gdyż 10 nominacji – otrzymał film Slumdog. Milioner z ulicy Danny’ego Boyle’a. Film niedawno został nagrodzony Złotym Globem dla najlepszego filmu dramatycznego.
Wśród kategorii aktorskich króluje Meryl Streep, aktorka, która otrzymała swoją 15 nominację do Oscara. Pobiła tym samym rekord Katharine Hepburn, której stan nominacji pozostaje na poziomie 12. Niespodzianką jest nominowanie Melissy Leo za rolę w dramacie Rzeka ocalenia. Aktorka została pominięta przy ostatnich nominacjach do Złotych Globów. Kate Winslet, otrzymała tegoroczne szóstą nominację w swojej karierze; natomiast nie otrzymała drugiej nominacji podczas tej samej ceremonii, za rolę w filmie Droga do szczęścia. Aktorka, która ostatnio otrzymała dwa Złote Globy, m.in. za rolę w wyżej wymienionym filmie, zadowolić musi się jedną nominacją za film Lektor. Pierwszy raz nominację otrzymała najmłodsza wśród tegorocznych nominowanych aktorek – Anne Hathaway, która zagrała narkomankę powracającą na łono rodziny przy okazji wesela w filmie Rachel wychodzi za mąż. Zaskoczeniem jest brak nominacji dla Sally Hawkins i jej roli w obrazie Happy-Go-Lucky, czyli co nas uszczęśliwia. Brytyjska aktorka, za tę rolę otrzymała niedawno Złoty Glob i Srebrnego Niedźwiedzia.
W kategorii dla aktorki drugoplanowej swoje pierwsze Oscarowe nominacje otrzymały Viola Davis za Wątpliwość i Taraji P. Henson za Ciekawy przypadek Benjamina Buttona. Ostatnia z pań została pominięta przy nominacjach do Złotego Globu. Swoją trzecią nominację w kategorii aktorki drugoplanowej otrzymała Marisa Tomei, która została już nagrodzona Oscarem w tej kategorii w 1993 roku za rolę w filmie Mój kuzyn Vinny. Tegoroczną nominację zawdzięcza roli w filmie Zapaśnik, gdzie partneruje Mickeyowi Rourke’owi, który otrzymał nominację dla najlepszego aktora pierwszoplanowego.
Wśród aktorów wyróżniała się kolejna nominacja dla tragicznie zmarłego Heatha Ledgera i jego roli w filmie Mroczny Rycerz, za którą aktor otrzymał już ponad 25 innych nagród. Zaskoczeniem wydawać się muszą nominacje dla Josha Brolina, który zagrał w obrazie Obywatel Milk i Michaela Shannona i jego roli z filmu Droga do szczęścia. Jak dotąd, obaj aktorzy byli pomijani w nominacjach do pozostałych nagród.
W kategorii filmu zagranicznego odczuwa się brak włoskiego filmu Gomorra, który odpadł w preselekcjach, podobnie jak polski kandydat – film Sztuczki Andrzeja Jakimowskiego. Nominację otrzymał m.in. austriacki film Rewanż, co może dziwić, gdyż w ubiegłym roku inny austriacki obraz odebrał Oscara w tej kategorii. Wśród nominowanych znalazło się miejsce również dla nagrodzonego Złotą Palmą w Cannes francuskiego filmu Klasa w reżyserii Laurenta Canteta.
W kategorii najlepszej piosenki niespodziewanie brak utworu „The Wrestler” z filmu Zapaśnik autorstwa Bruce’a Springsteena. Owa piosenka otrzymała podczas Złotych Globów nagrodę w swojej kategorii. Poza brakiem nominacji dla Zapaśnika wyróżniają się dwie nominację w tej kategorii dla filmu Slumdog. Milioner z ulicy.
Zwycięzcą gali został obraz Slumdog. Milioner z ulicy Danny’ego Boyle’a, który otrzymał łącznie 8 Oscarów, w tym za najlepszy film i dla najlepszego reżysera. Na drugim miejscu w klasyfikacji nagród znajduje się obraz Ciekawy przypadek Benjamina Buttona, który zdobył 3 statuetki z 13 nominacji.
Najlepszym aktorem został Sean Penn za rolę w filmie Obywatel Milk. Najlepsze aktorki to Kate Winslet i Penélope Cruz – pierwsza hiszpańska aktorka, która otrzymała Oscara. Bez niespodzianki obyło się w kategorii aktora drugoplanowego, tak jak większość tegorocznych nagród tak i Oscar powędrował na konto zmarłego Heath Ledgera, który zagrał w filmie Mroczny Rycerz. Nagrodę odebrali rodzice zmarłego aktora.
Najlepszym filmem zagranicznym został japoński obraz Pożegnania. Jest to jedyna niespodzianka wśród tegorocznych nagród. Film miał silną konkurencję w postaci takich filmów jak: Klasa czy Walc z Baszirem.

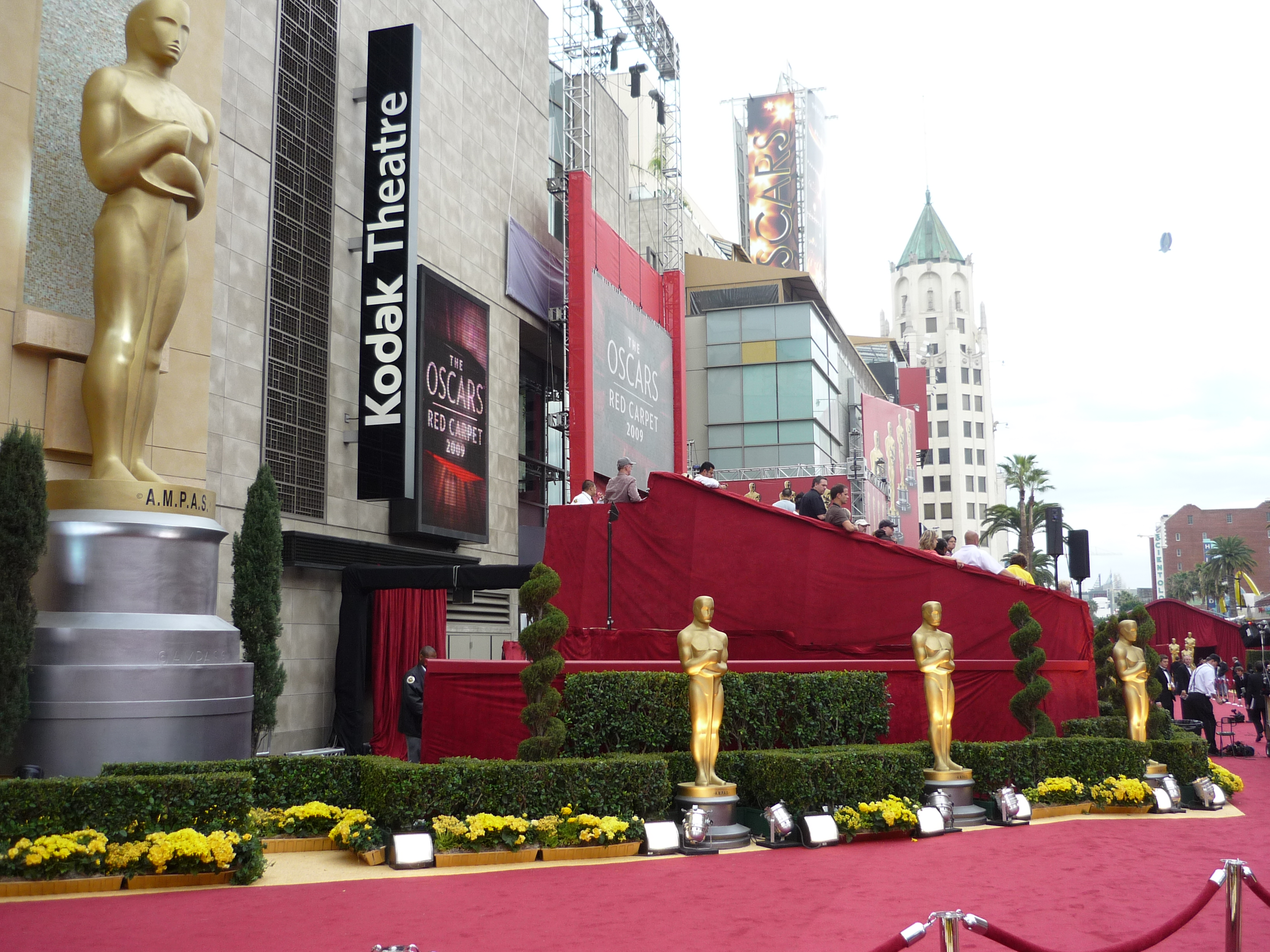
Czerwony dywan przed wejściem do Kodak Theatre przed rozpoczęciem 81. ceremonii wręczenia nagród

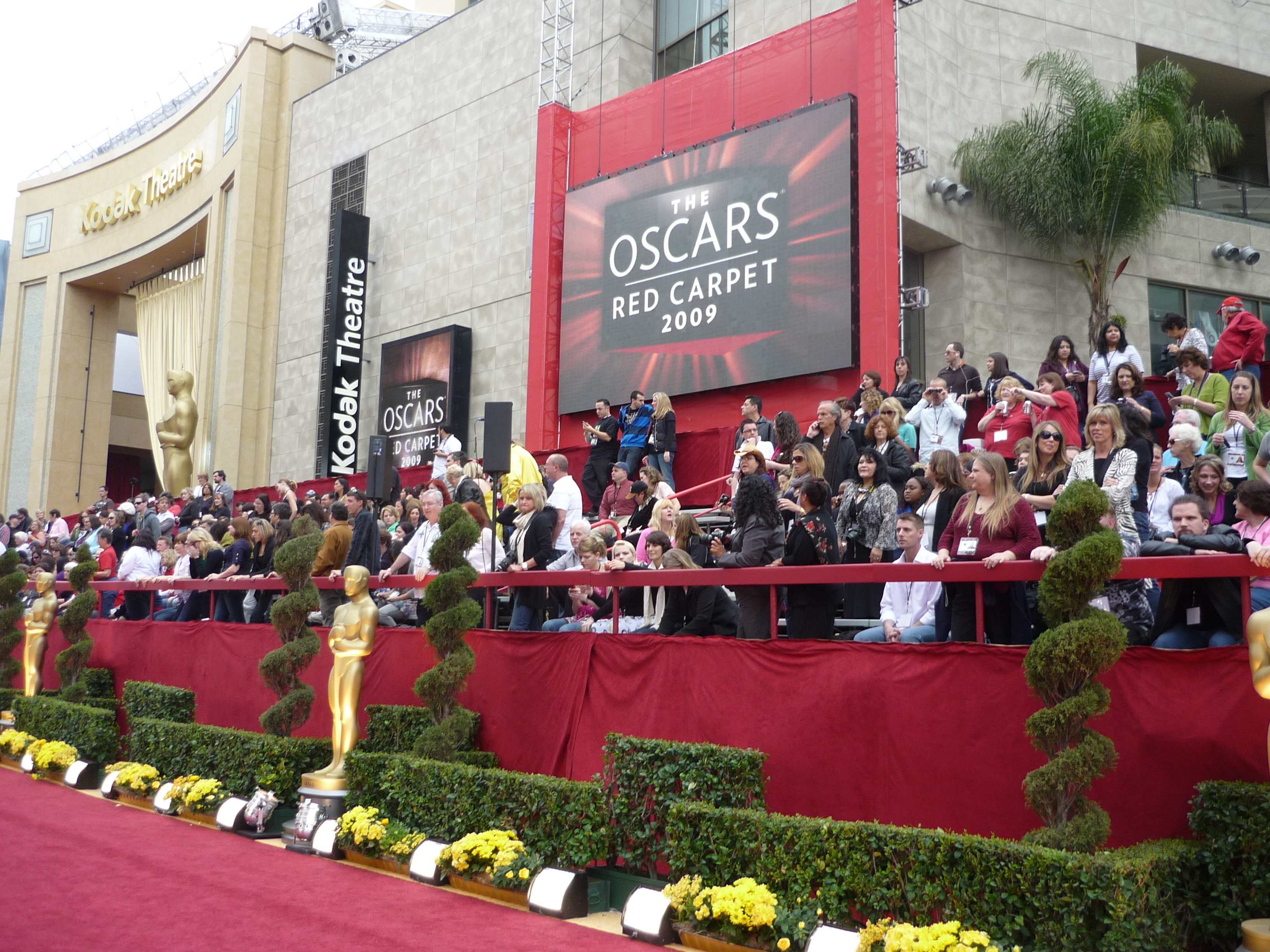
Fasada Teatru Kodaka wraz z czerwonym dywanem i lożą fotoreporterów

## Laureaci i nominowani

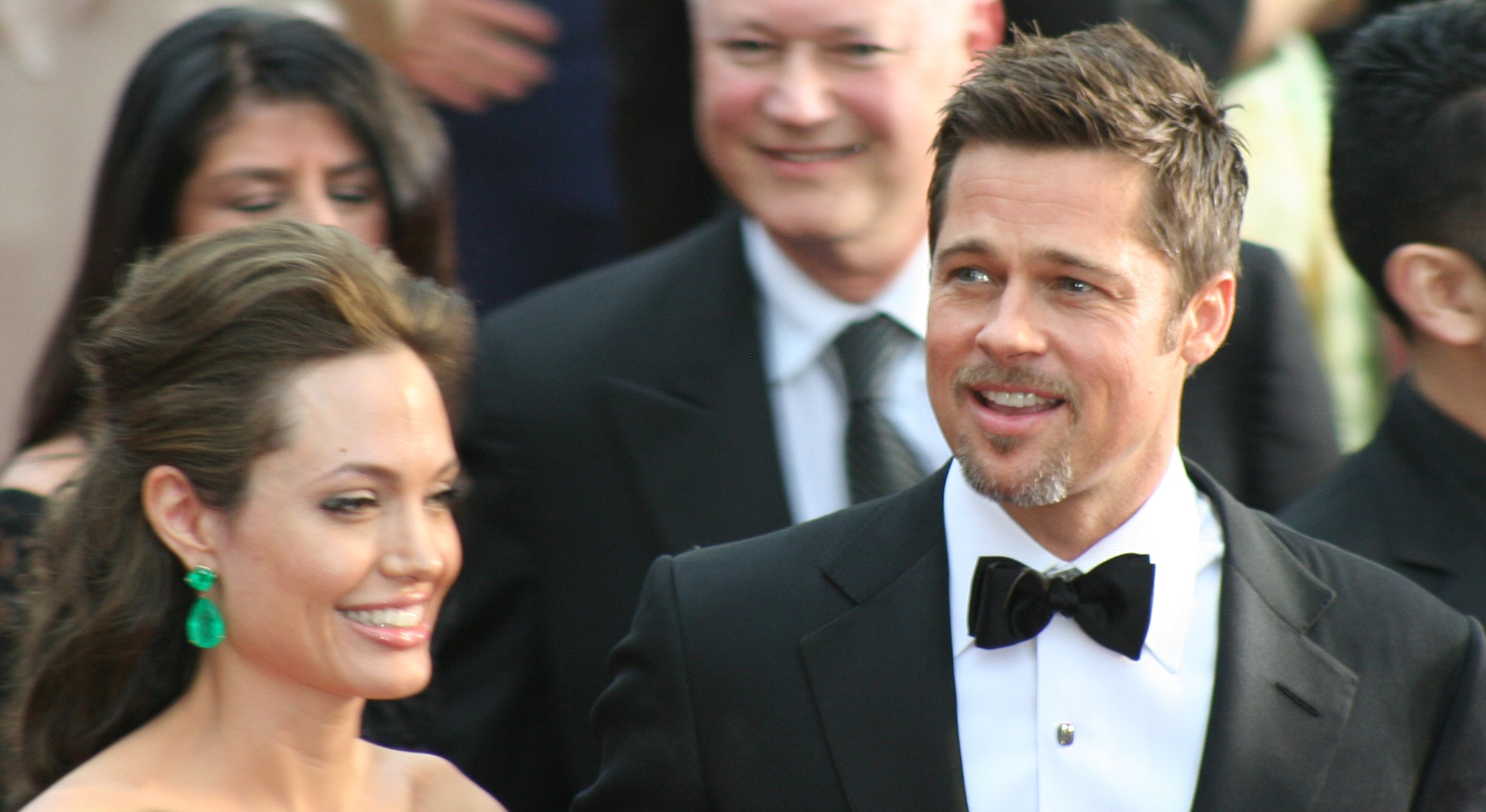
Angelina Jolie, nominowana za film Oszukana wraz z Bradem Pittem, nominowanym za film Ciekawy przypadek Benjamina Buttona

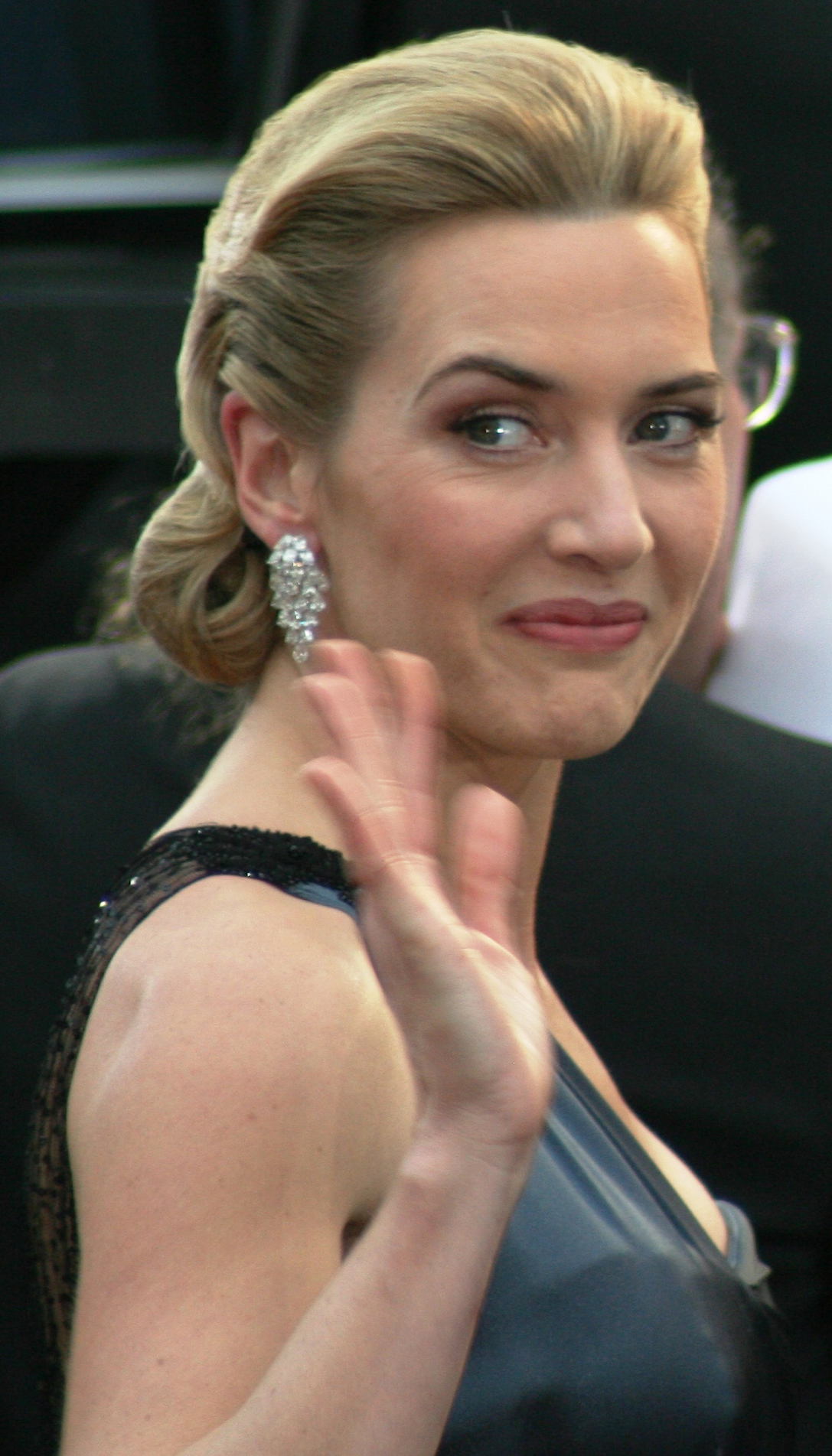
Kate Winslet, laureatka Oscara za rolę w filmie Lektor

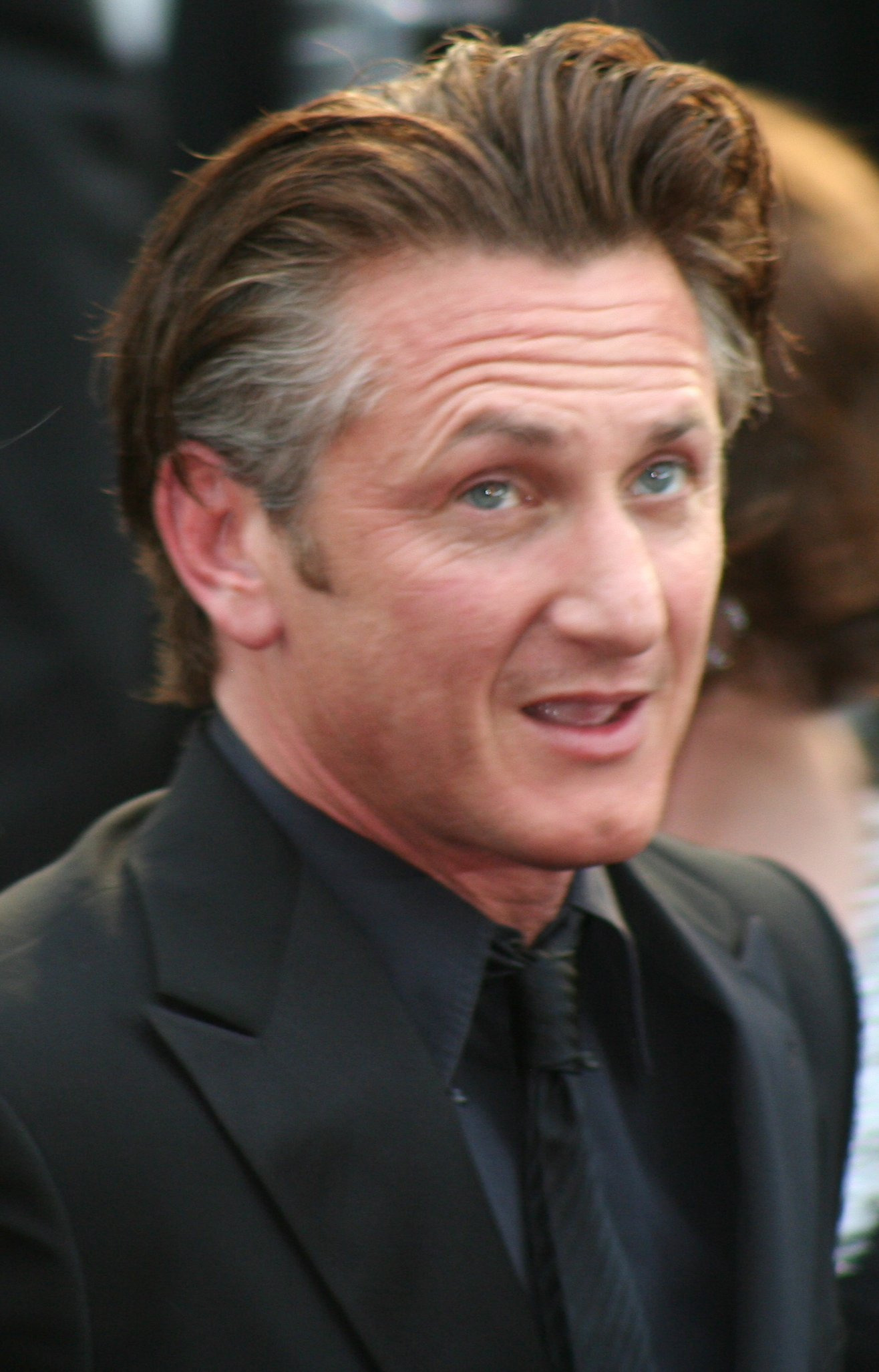
Sean Penn, laureat Oscara za rolę w filmie Obywatel Milk

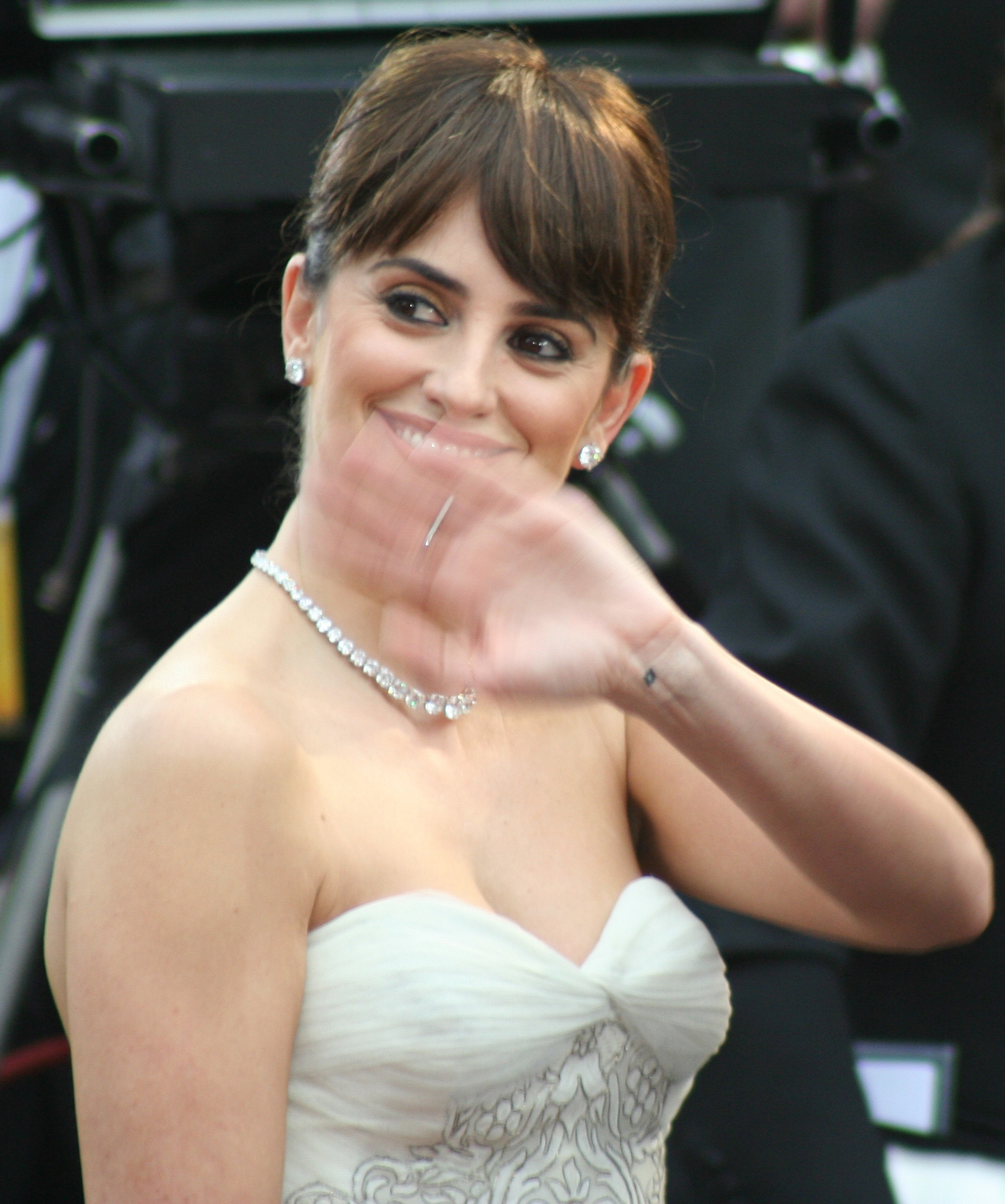
Penélope Cruz, laureatka Oscara za rolę w filmie Vicky Cristina Barcelona

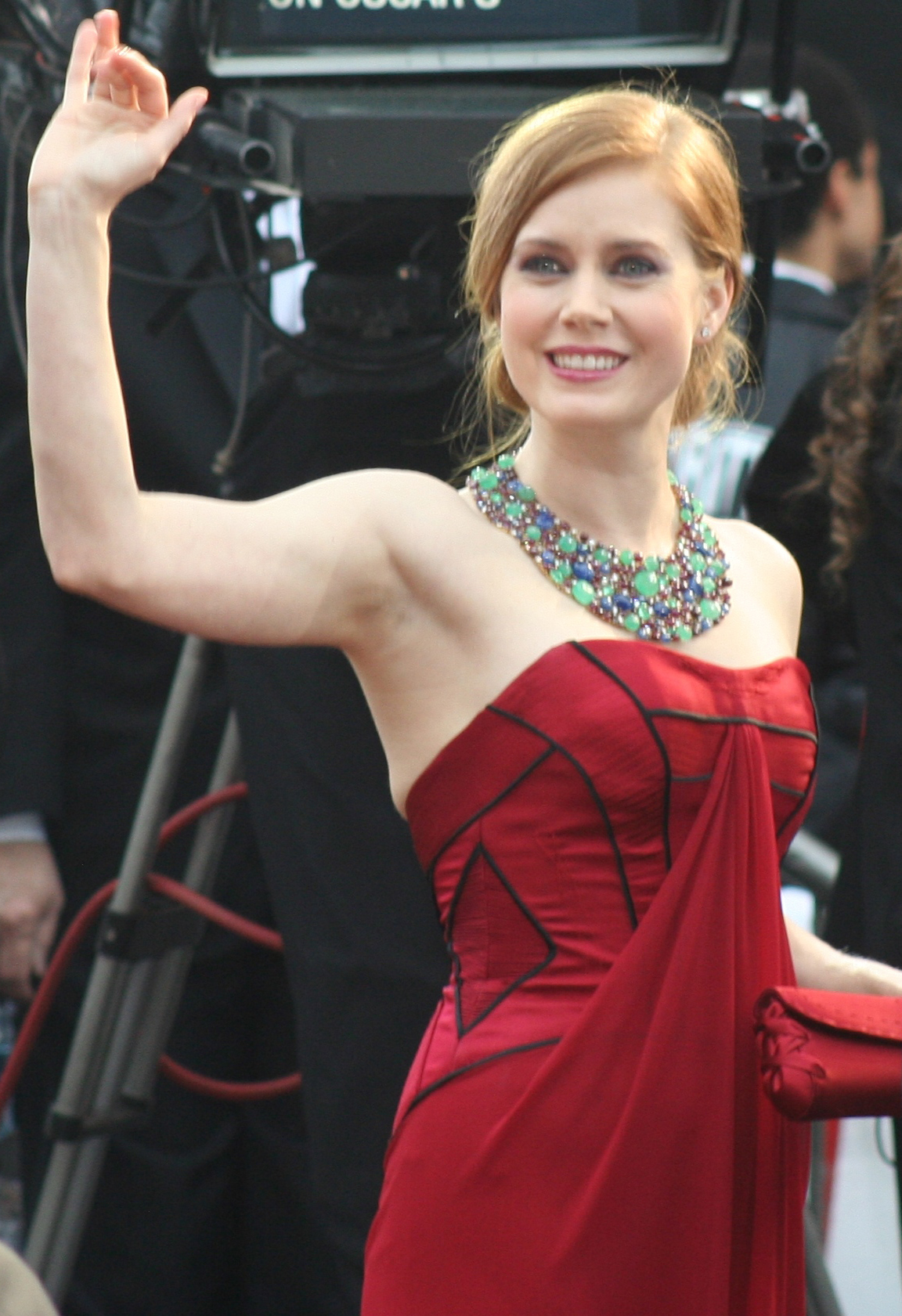
Amy Adams, nominowana za film Wątpliwość

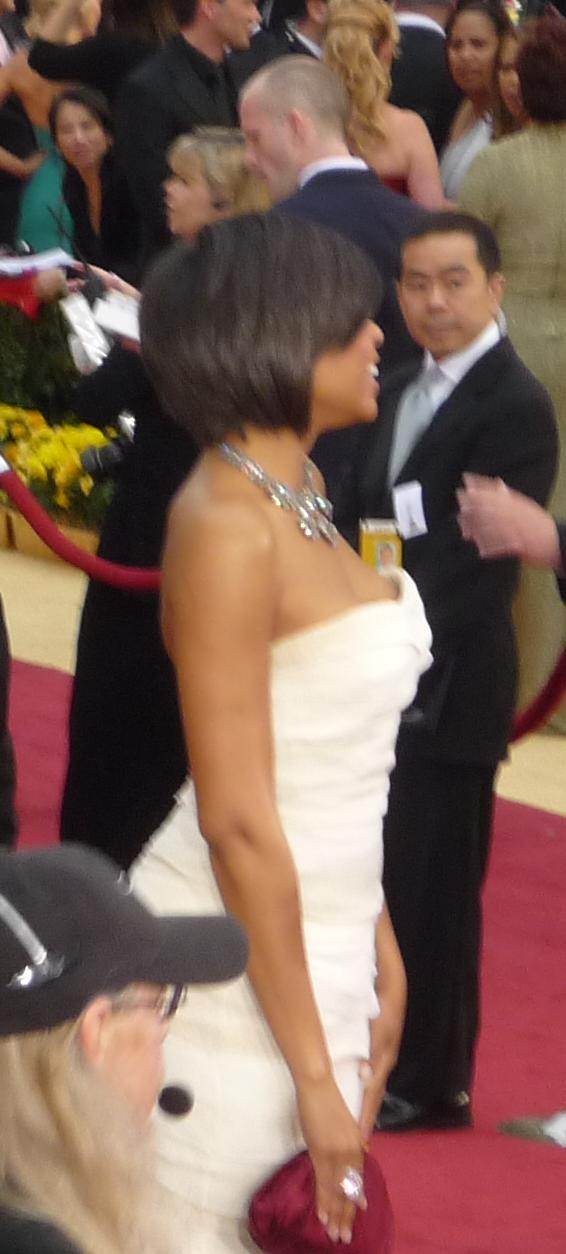
Taraji P. Henson, nominowana za film Ciekawy przypadek Benjamina Buttona, na czerwonym dywanie

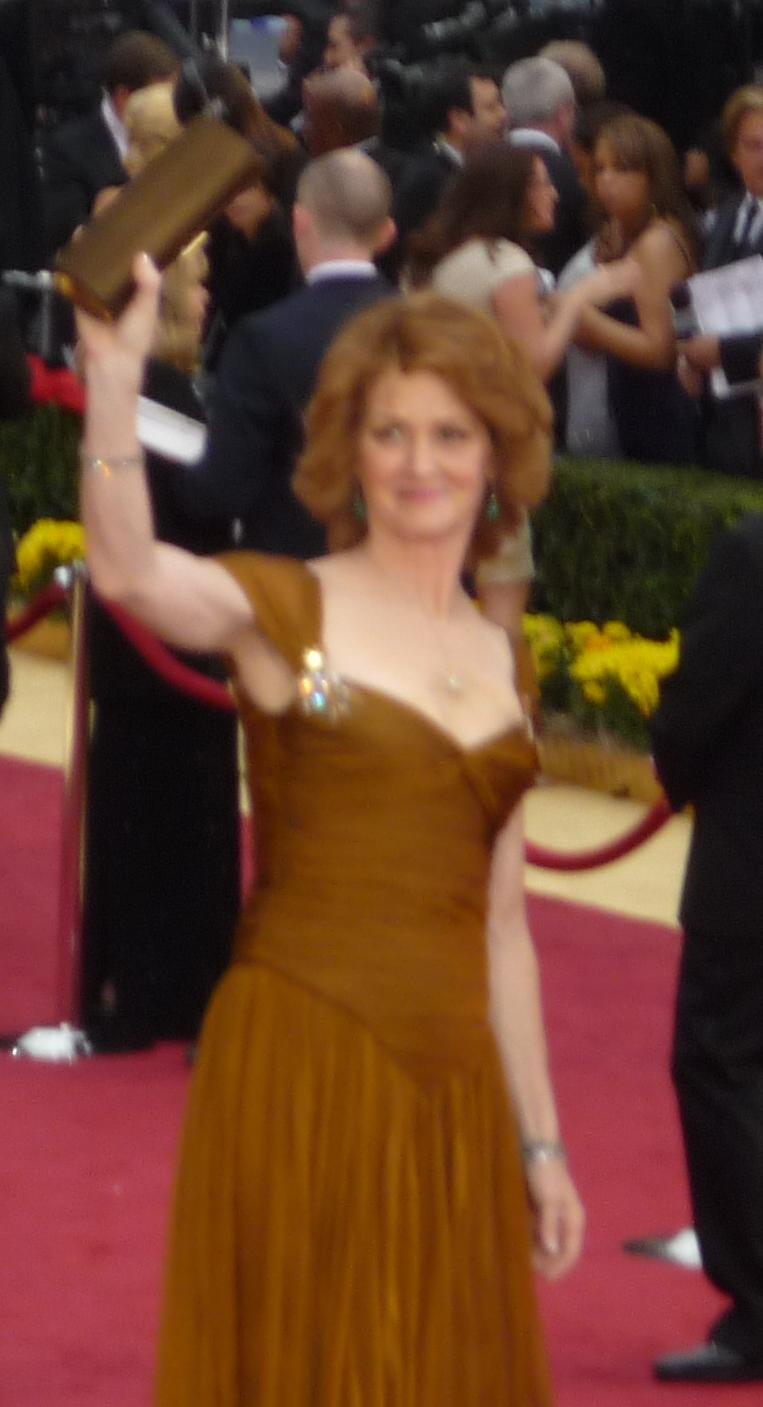
Melissa Leo, nominowana za film Rzeka ocalenia, podczas prezentacji na czerwonym dywanie

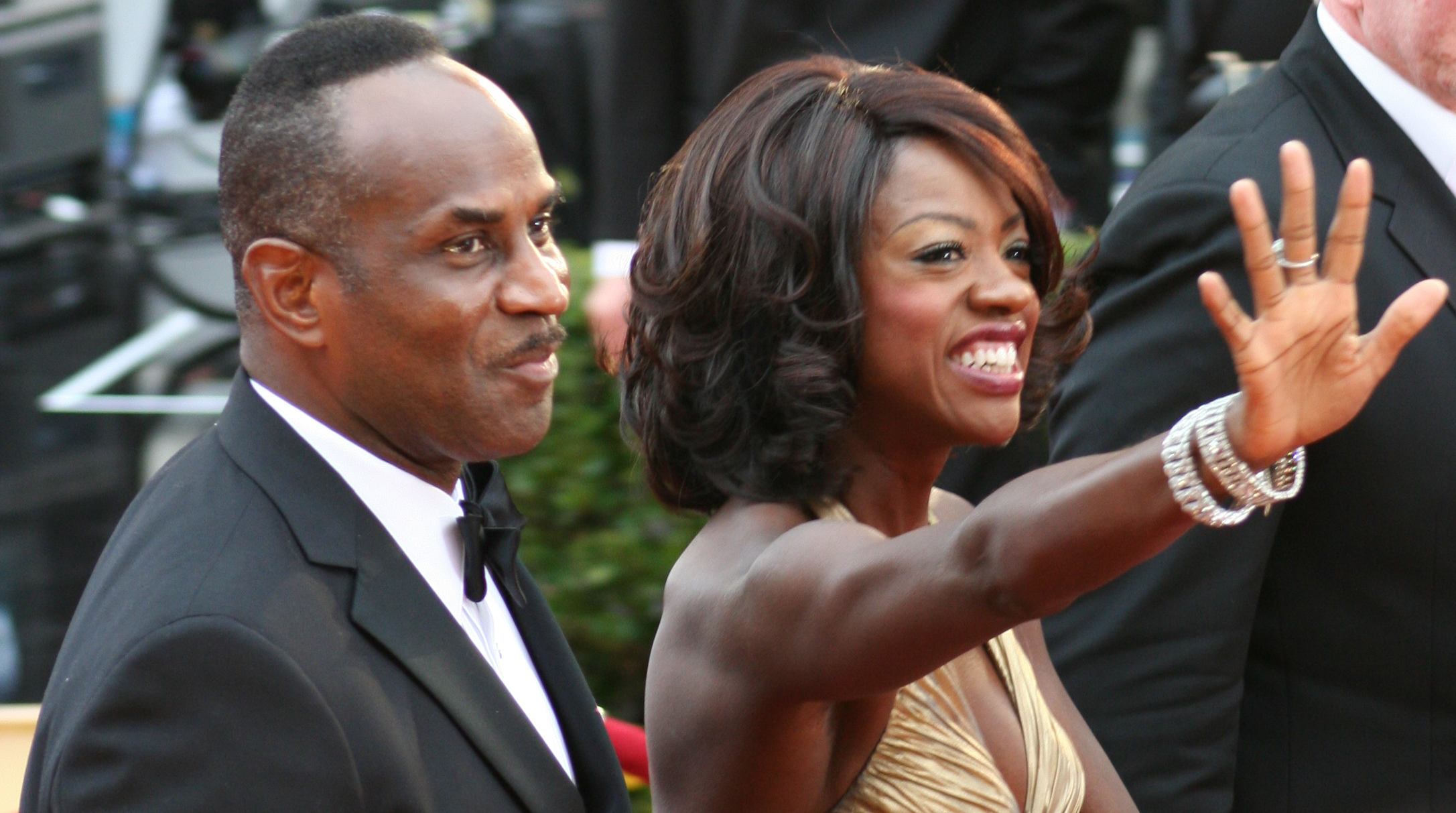
Viola Davis, nominowana za rolę w filmie Wątpliwość wraz z mężem na czerwonym dywanie

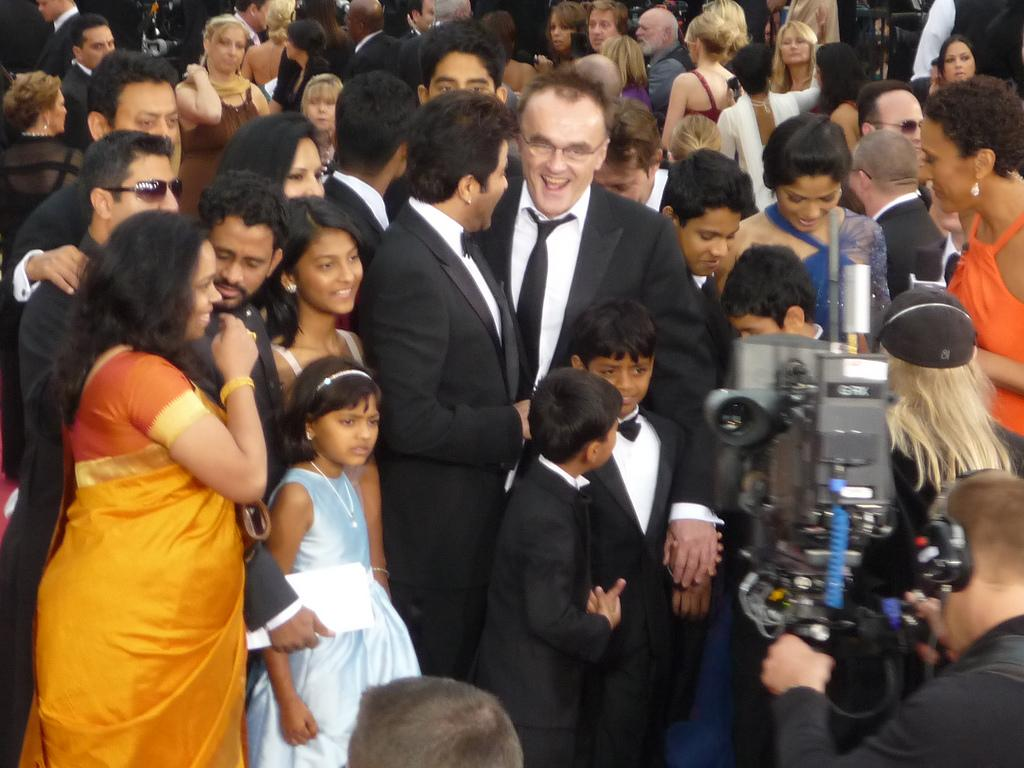
Obsada filmu nagrodzonego Oscarem dla najlepszego filmu roku – Slumdog. Milioner z ulicy

Laureaci nagród wyróżnieni są wytłuszczeniem

### Najlepszy film
- Christian Colson – Slumdog. Milioner z ulicy
- Brian Grazer, Ron Howard i Eric Fellner – Frost/Nixon
- Donna Gigliotti, Anthony Minghella, Redmond Morris i Sydney Pollack[6] – Lektor
- Bruce Cohen i Dan Jinks – Obywatel Milk
- Ceán Chaffin, Kathleen Kennedy i Frank Marshall – Ciekawy przypadek Benjamina Buttona

### Najlepszy scenariusz oryginalny
- Dustin Lance Black – Obywatel Milk
- Courtney Hunt – Rzeka ocalenia
- Mike Leigh – Happy-Go-Lucky, czyli co nas uszczęśliwia
- Martin McDonagh – Najpierw strzelaj, potem zwiedzaj
- Andrew Stanton, Jim Reardon(inne języki) i Pete Docter – WALL·E

### Najlepszy scenariusz adaptowany
- Simon Beaufoy – Slumdog. Milioner z ulicy
- Eric Roth i Robin Swicord – Ciekawy przypadek Benjamina Buttona
- John Patrick Shanley – Wątpliwość
- Peter Morgan – Frost/Nixon
- David Hare – Lektor

### Najlepszy reżyser
- Danny Boyle – Slumdog. Milioner z ulicy
- David Fincher – Ciekawy przypadek Benjamina Buttona
- Ron Howard – Frost/Nixon
- Gus Van Sant – Obywatel Milk
- Stephen Daldry – Lektor

### Najlepszy aktor pierwszoplanowy
- Sean Penn – Obywatel Milk
- Richard Jenkins – Spotkanie
- Frank Langella – Frost/Nixon
- Brad Pitt – Ciekawy przypadek Benjamina Buttona
- Mickey Rourke – Zapaśnik

### Najlepsza aktorka pierwszoplanowa
- Kate Winslet – Lektor
- Anne Hathaway – Rachel wychodzi za mąż
- Angelina Jolie – Oszukana
- Meryl Streep – Wątpliwość
- Melissa Leo – Rzeka ocalenia

### Najlepszy aktor drugoplanowy
- Heath Ledger – Mroczny Rycerz
- Josh Brolin – Obywatel Milk
- Robert Downey Jr. – Jaja w tropikach
- Philip Seymour Hoffman – Wątpliwość
- Michael Shannon – Droga do szczęścia

### Najlepsza aktorka drugoplanowa
- Penélope Cruz – Vicky Cristina Barcelona
- Amy Adams – Wątpliwość
- Viola Davis – Wątpliwość
- Taraji P. Henson – Ciekawy przypadek Benjamina Buttona
- Marisa Tomei – Zapaśnik

### Najlepszy film nieangielskojęzyczny
- Pożegnania, reż. Yōjirō Takita
- Walc z Baszirem, reż. Ari Folman
- Baader-Meinhof, reż. Uli Edel
- Klasa, reż. Laurent Cantet
- Rewanż, reż. Götz Spielmann

### Najlepsze zdjęcia
- Anthony Dod Mantle – Slumdog. Milioner z ulicy
- Tom Stern – Oszukana
- Claudio Miranda – Ciekawy przypadek Benjamina Buttona
- Wally Pfister – Mroczny Rycerz
- Roger Deakins i Chris Menges – Lektor

### Najlepsza muzyka
- A.R. Rahman – Slumdog. Milioner z ulicy
- Alexandre Desplat – Ciekawy przypadek Benjamina Buttona
- James Newton Howard – Opór
- Danny Elfman – Obywatel Milk
- Thomas Newman – WALL·E

### Najlepsza scenografia
- Donald Graham Burt i Victor J. Zolfo – Ciekawy przypadek Benjamina Buttona
- James J. Murakami i Gary Fettis – Oszukana
- Nathan Crowley i Peter Lando – Mroczny Rycerz
- Michael Carlin i Rebecca Alleway – Księżna
- Kristi Zea i Debra Schutt – Droga do szczęścia

### Najlepsze kostiumy
- Michael O’Connor – Księżna
- Catherine Martin – Australia
- Jacqueline West – Ciekawy przypadek Benjamina Buttona
- Danny Glicker – Obywatel Milk
- Albert Wolsky – Droga do szczęścia

### Najlepszy montaż
- Chris Dickens – Slumdog. Milioner z ulicy
- Angus Wall i Kirk Baxter – Ciekawy przypadek Benjamina Buttona
- Lee Smith – Mroczny Rycerz
- Daniel P. Hanley i Mike Hill – Frost/Nixon
- Elliot Graham – Obywatel Milk

### Najlepsza charakteryzacja
- Greg Cannom – Ciekawy przypadek Benjamina Buttona
- John Caglione Jr. i Conor O’Sullivan – Mroczny Rycerz
- Mike Elizalde i Thomas Floutz – Hellboy: Złota armia

### Najlepsza piosenka
- „Jai Ho” z filmu Slumdog. Milioner z ulicy – muzyka: A.R. Rahman; słowa: M.I.A.
- „Down to Earth” z filmu WALL·E – muzyka: Thomas Newman; słowa: Peter Gabriel
- „O Saya” z filmu Slumdog. Milioner z ulicy – muzyka: A.R. Rahman; słowa: Gulzar

### Najlepszy dźwięk
- Ian Tapp, Richard Pryke i Resul Pookutty – Slumdog. Milioner z ulicy
- Ed Novick, Lora Hirschberg i Gary Rizzo – Mroczny Rycerz
- David Parker, Michael Semanick, Ren Klyce i Mark Weingarten – Ciekawy przypadek Benjamina Buttona
- Tom Myers, Michael Semanick i Ben Burtt – WALL·E
- Chris Jenkins, Frank A. Montaño i Petr Forejt – Wanted – Ścigani

### Najlepszy montaż dźwięku
- Richard King – Mroczny Rycerz
- Frank Eulner i Christopher Boyes – Iron Man
- Tom Sayers – Slumdog. Milioner z ulicy
- Ben Burtt i Matthew Wood – WALL·E
- Wylie Stateman – Wanted – Ścigani

### Najlepsze efekty specjalne
- Eric Barba, Steve Preeg, Burt Dalton i Craig Barron – Ciekawy przypadek Benjamina Buttona
- Nick Davis, Chris Corbould, Tim Webber i Paul Franklin – Mroczny Rycerz
- John Nelson, Ben Snow, Dan Sudick i Shane Mahan – Iron Man

### Najlepszy długometrażowy film animowany
- WALL·E, reż. Andrew Stanton
- Piorun, reż. Byron Howard i Chris Williams
- Kung Fu Panda, reż. Mark Osborne i John Stevenson

### Najlepszy krótkometrażowy film animowany
- Kunio Kato – Dom z małych kostek
- Konstantin Bronzit – Ubornaya istoriya – lyubovnaya istoriya
- Julien Bocabeille, François-Xavier Chanioux, Olivier Delabarre, Thierry Marchand, Quentin Marmier i Emud Mokhberi – Ośmiorniczki
- Doug Sweetland – Presto
- Alan Smith i Adam Foulkes – Tą stroną do góry

### Najlepszy pełnometrażowy film dokumentalny
- James Marsh i Simon Chinn – Człowiek na linie
- Tia Lessin i Carl Deal – Wzburzone wody
- Scott Hamilton Kennedy – Ogród
- Werner Herzog i Henry Kaiser – Spotkania na krańcach świata
- Ellen Kuras i Thavisouk Phrasavath – Zdrada

### Najlepszy krótkometrażowy film dokumentalny
- Megan Mylan – Smile Pinki
- Steven Okazaki – The Conscience of Nhem En
- Irene Taylor Brodsky i Tom Grant – The Final Inch
- Adam Pertofsky i Margaret Hyde – The Witness from the Balcony of Room 306

### Najlepszy krótkometrażowy film aktorski
- Jochen Alexander Freydank – Kraina zabawek
- Reto Caffi – Na trasie
- Elizabeth Marre i Olivier Pont – Manon na asfalcie
- Steph Green i Tamara Anghie – New Boy
- Tivi Magnusson i Dorte Warnøe Høgh – The Pig

## Podsumowanie wyników
Nominacje:
- 13 nominacji: Ciekawy przypadek Benjamina Buttona
- 10 nominacji: Slumdog. Milioner z ulicy
- 8 nominacji: Mroczny Rycerz i Obywatel Milk
- 6 nominacji: WALL·E
- 5 nominacji: Wątpliwość, Frost/Nixon i Lektor
- 3 nominacje: Oszukana i Droga do szczęścia
- 2 nominacje: Księżna, Rzeka ocalenia, Iron Man, Wanted – Ścigani i Zapaśnik

Nagrody:
- 8 nagród: Slumdog. Milioner z ulicy
- 3 nagrody: Ciekawy przypadek Benjamina Buttona
- 2 nagrody: Obywatel Milk i Mroczny Rycerz

## Prezenterzy
| Nazwisko                                                                      | Wręczenie nagrody za:                                                                     |
| ----------------------------------------------------------------------------- | ----------------------------------------------------------------------------------------- |
| Steven Spielberg                                                              | Najlepszy film                                                                            |
| Reese Witherspoon                                                             | Najlepszy reżyser                                                                         |
| Michael Douglas, Adrien Brody, Robert De Niro, Anthony Hopkins, Ben Kingsley  | Najlepszy aktor pierwszoplanowy                                                           |
| Sophia Loren, Shirley MacLaine, Marion Cotillard, Nicole Kidman, Halle Berry  | Najlepsza aktorka pierwszoplanowa                                                         |
| Whoopi Goldberg, Goldie Hawn, Anjelica Huston, Eva Marie Saint, Tilda Swinton | Najlepsza aktorka drugoplanowa                                                            |
| Kevin Kline, Christopher Walken, Cuba Gooding Jr., Alan Arkin, Joel Grey      | Najlepszy aktor drugoplanowy                                                              |
| Tina Fey i Steve Martin                                                       | Najlepszy scenariusz adaptowany i oryginalny                                              |
| Freida Pinto i Liam Neeson                                                    | Najlepszy film zagraniczny                                                                |
| Alicia Keys i Zac Efron                                                       | Najlepsza muzyka, Najlepsza piosenka                                                      |
| Natalie Portman i Ben Stiller                                                 | Najlepsza zdjęcia                                                                         |
| Will Smith                                                                    | Najlepszy montaż, Najlepszy dźwięk, Najlepszy montaż dźwięku i Najlepsze efekty specjalne |
| Sarah Jessica Parker i Daniel Craig                                           | Najlepsza scenografia, Najlepsze kostiumy i Najlepsza charakteryzacja                     |
| Jennifer Aniston i Jack Black                                                 | Najlepszy film animowany i Najlepszy krótkometrażowy film animowany                       |
| James Franco i Seth Rogen                                                     | Najlepszy krótkometrażowy film aktorski                                                   |
| Bill Maher                                                                    | Najlepszy pełnometrażowy film dokumentalny                                                |
| Jessica Biel                                                                  | Technical Awards Mention                                                                  |
| Robert Pattinson i Amanda Seyfried                                            | Romance 2008 Montage                                                                      |
| Queen Latifah                                                                 | Wspomnienie zmarłych „In memoriam” (wykonanie piosenki „I’ll Be Seeing You”)              |